# Mistrzostwa Świata w Maratonie MTB 2015
13. Mistrzostwa Świata w Maratonie MTB – zawody sportowe w maratonie MTB, które odbył się 27 czerwca 2015 roku we włoskiej miejscowości Val Gardena.

## Szczegóły
| Medal | Zawodnik         | Narodowość | Czas       |
| ----- | ---------------- | ---------- | ---------- |
|       | Alban Lakata     | Austria    | 4:24:46 h  |
|       | Christoph Sauser | Szwajcaria | +2:07 min  |
|       | Héctor Páez      | Kolumbia   | +2:15 min  |
| 4     | Periklis Ilias   | Grecja     | +4:33 min  |
| 5     | Damiano Ferraro  | Włochy     | +4:54 min  |
| 6     | Marcus Kaufmann  | Niemcy     | +5:08 min  |
| 7     | Samuele Porro    | Włochy     | +6:40 min  |
| 8     | Roel Paulissen   | Belgia     | +7:27 min  |
| 9     | Lukas Buchli     | Szwajcaria | +9:42 min  |
| 10    | Kristián Hynek   | Czechy     | +12:20 min |

| Medal | Zawodnik               | Narodowość        | Czas       |
| ----- | ---------------------- | ----------------- | ---------- |
|       | Gunn-Rita Dahle Flesjå | Norwegia          | 3:34:13 h  |
|       | Annika Langvad         | Dania             | +3:18 min  |
|       | Sabine Spitz           | Niemcy            | +9:30 min  |
| 4     | Ariane Kleinhans       | Szwajcaria        | +11:14 min |
| 5     | Sally Bigham           | Wielka Brytania   | +11:43 min |
| 6     | Jana Bełomojina        | Ukraina           | +17:44 min |
| 7     | Esther Süss            | Szwajcaria        | +18:20 min |
| 8     | Christina Kollmann     | Austria           | +19:20 min |
| 9     | Lea Davison            | Stany Zjednoczone | +21:44 min |
| 10    | Daniela Veronesi       | Włochy            | +23:00 min |